# Wilber Morris
Wilber Morris (27. listopadu 1937 Los Angeles – 8. srpna 2002 Livingston) byl americký jazzový kontrabasista, starší bratr kornetisty Butche Morrise. V dětství hrál na bicí. V roce 1954 vstoupil do letectva, kde zůstal až do roku 1962. Právě zde přešel ke kontrabasu. Během své kariéry spolupracoval s mnoha hudebníky, mezi něž patří například Steve Swell, Charles Gayle, Billy Bang a Frank Lowe. Rovněž vydal několik vlastních alb.